# Robinson Daniel Ruiz Garzón
Robinson Daniel Ruiz Garzón (Colombia, siglo XX-Neiva, 17 de septiembre de 2002) fue un militar colombiano. Mayor del Ejército Nacional de Colombia.

## Muerte
Murió el 17 de septiembre de 2002, en una emboscada de la Columna Móvil Teófilo Forero de las FARC-EP, cerca a Neiva (Huila), los guerrilleros activaron cargas de dinamita al paso de nueve vehículos militares.

## Homenajes
El Ejército Nacional, mediante la Disposición No. 010 del 7 de mayo de 2004, crea el Batallón de Alta Montaña Robinson Daniel Ruiz Garzón de la Primera División del Ejército Nacional de Colombia, municipio de Fundación, parte alta de la Sierra Nevada de Santa Marta (Magdalena).